# Theodor Brand (Publizist)
Johann Friedrich August Theodor Brand (* 25. Juni 1796 in Heinersdorf bei Liegnitz, Niederschlesien; † nach 1846) war Regierungssekretär, Publizist und Offizier in Breslau.

## Leben
Der Vater war evangelischer Pfarrer in Heinersdorf in Niederschlesien.
Theodor Brand trat 1813 in die preußische Armee ein und nahm an den Befreiungskriegen teil. 1815 wurde er in der Schlacht bei Waterloo verwundet. 1817 schied er deswegen als Leutnant aus der Armee aus.
Danach wurde er expedierender Sekretär (exped. Secretaire) der preußischen Regierung in Breslau. In dieser Zeit gründete er den Schlesischen Musenalmanach und kurz danach die Schlesischen Blätter für Unterhaltung, Kunst und Literatur, die sich anspruchsvollen kulturellen Themen widmeten. 1830 gab er die Leitung dieser Publikationen zeitweise ab, gründete sie aber ab 1833 wieder neu und beendete diese Tätigkeiten endgültig 1839.
Von 1846 ist das letzte von ihm veröffentlichte Werk bekannt. Wahrscheinlich starb er bald danach an den Spätfolgen seiner Verwundung.

## Publikationen
Theodor Brand verfasste Bücher zu verschiedenen Themen, unter anderem mehrere juristische Ratgeber.
- Volksthümlicher Soldaten-Katechismus für Preußen, 1830, mehrere Neuauflagen, Nachdruck 1992
- Breslauer Chronik, ein Volksbuch für Breslauer, 1834, Neuauflage 1840
- Das Dorf-Buch, ein Volks-, Noth- und Hülfsbüchlein für Jedermann, besonders aber für Dorfgemeinden, Dorfschulzen und Gutsbesitzer, 1838, Neuauflagen 1839, 1840
- Der Bürger-Freund, ein unentbehrliches Noth- und Hilfsbuch für Städtebewohner aller Klassen, die da Bürger sind oder werden wollen, 1839
- Die Ost- und Westpreussischen Provenzial-Gesetze und Statuten, ein Leitfaden in Rechtsangelegenheiten für die Bewohner der Provinz Preussen und ein nothwendiger Anhang sowohl zum Haussekretairs E.A.W. Schmalz als zum Bürgerfreund von Theodor Brand, 1840

- Brand contro Miro in Judenangelegenheiten, 1840
- Antwort eines Christen auf die Worte eines Juden nach beendeter Landestrauer um Friedrich Wilhelm III. an seine christlichen Brüder gerichtet von I.A. Francolm, 1840
- Der Befreiungskrieg von 1813, 1814 und 1815, 1841, mehrere Neuauflagen bis 1943,  Nachdruck 2013
- Die Judenfrage in Preussen beleuchtet. Ein Gegenwort auf die Schrift: "Die gegenwärtig beabsichtigte Umgestaltung der bürgerlichen Verhältnisse der Juden in Preussen", 1842
- König Friedrich des Großen Thaten, 1842
- Handbuch der Preußischen Gesetz-Sammlung von 1806 bis einschließlich 1845. Ein Hülfsbuch für Juristen, 1846, Neuauflage 1848